# Umang Gupta

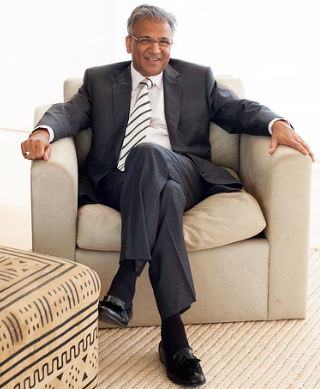
Umang Gupta, 2022

Umang Gupta (* 3. August 1949 in Patiala, Punjab; † 19. April 2022 in San Mateo, Kalifornien) war ein indisch-US-amerikanischer Unternehmer.

## Werdegang
1971 erlangte er am Indian Institute of Technology Kanpur seinen Bachelor für chemische Verfahrenstechnik und im folgenden Jahr seinen MBA an der Kent State University in Ohio. 1973 begann er seine Karriere bei IBM, zunächst als Verkäufer, wo er ins Marketing Management aufstieg. In dieser Zeit lernte er eine Britin kennen, Ruth. Ihretwegen ging er nicht nach Indien zurück.
Um 1980 wechselte er zu einem Start-up in Silicon Valley. Als er 1981 sein eigenes Software-Unternehmen gründete, konnte er keinen Risikokapitalgeber finden. Nach einigen Monaten begann er dann bei einem anderen Start-up-Unternehmen, Relational Software, als 17. Mitarbeiter. Er schrieb den ersten Geschäftsplan. Daraus wurde später die Oracle Corporation.
1984 gründete er Gupta Technologies, die 1993 an die Börse ging. Hier war er Chairman und CEO, bis er 1996 aus dem Unternehmen ausschied. Er wurde dann Investor und Berater für einige  Start-up-Unternehmen. Bei dem Hersteller von Call-Center-Systemen Mosaix diente er 1997–99 im Board of Trustees, bis zum Verkauf an Lucent.
Zuletzt betrieb er das Unternehmen Keynote Systems in San Mateo, Kalifornien, wo er im April 2022 im Alter von 72 Jahren an den Folgen einer Krebserkrankung starb.